# Трудовая мобильность
Трудовая мобильность (англ. Labour mobility) — подвижность, способность трудовых ресурсов приспосабливаться к условиям производства, новой технике, быть коммуникабельным. Включает готовность в первую очередь менять место жительства, следуя за трудовой конъюнктурой, осваивать новую профессию, место работы, образ жизни в целом, если это необходимо. Трудовая мобильность способствует повышению уровню удовлетворенности от самореализации и является обязательным атрибутом цивилизованного, развитого и демократического государства. Развитию трудовой мобильности препятствуют незнание языка, барьеры культурного, психологического и законодательного характера, наличие маленьких детей, семейные связи на нынешнем месте жительства.
В современной России трудовая мобильность находится в пораженном состоянии и государством не патронируется. В условиях современного кризиса 2015 года в России еженедельно теряет работу около 20 тыс. человек, причём в службы занятости обращается менее 30 % из них. Государство в борьбе с безработицей занимает формально-декларативную позицию: заявляя о поддержке безработных, никаких реальных механизмов для её предотвращения не создается. С 2015 года в РФ действует программа «Трудовая мобильность». Она позволяет бизнесу компенсировать часть затрат на привлечение и переезд специалистов из других регионов страны.  На известном российском сайте hh.ru есть отдельная графа, в которой надо указать готовность к переезду. Очень часто работодатели обращают особое внимение на ответ на этот вопрос.
В то же время экспертное сообщество — например, Рыжков Николай, эксперт рынка труда, многократно и убедительно доказывает, что сегодня спасти положение с ростом безработицы может исключительно трудовая мобильность и её поддержка на государственном уровне. «Дом — там, где есть работа» — этот лозунг должен стать новой парадигмой россиян, так как рассчитывать на государственную поддержку бессмысленно.
Сегодня в России на рынке труда растёт теневая занятость. Число работающих в теневом секторе россиян в 2021 году на 11,5% больше, чем за аналогичный период прошлого года. Безработные на рынок труда не выходят — там просто нет для них сегодня ниши: высокопрофессиональные сотрудники вакансий не находят, а представители рабочих специальностей её находят самостоятельно — такие профессии и сейчас нарасхват. Борьба государства с теневым сектором рынка труда — очень своеобразная.
Так, заместитель Министра труда РФ Андрей Пудов недавно прямо назвал людей, вынужденных получать серую зарплату, тунеядцами- они злостные неплательщики и не пополняют пенсионный фонд. И оценил он эту «прореху» более чем в 300 млрд рублей ежегодно.
Есть самый негативный сценарий: в рамках мероприятий по борьбе с «теневой» экономикой могут возникнуть планы контроля над трудоспособными гражданами, которые являются безработными, но не состоят на учёте в центрах занятости. Ведь есть вероятность, что граждане эти имеют серый доход, занимаясь бизнесом на дому, оформляясь по минимальной зарплате и как-то иначе уходя от налогов.